# Indianapolis 500 1924
Das 12. Indianapolis 500 (offiziell 12th 500 Mile International Sweepstakes Race) auf dem Indianapolis Motor Speedway fand am 30. Mai 1924 statt.

## Das Rennen
Das Rennen ging über eine Distanz von 200 Runden à 4,023 km, was einer Gesamtdistanz von 804,672 km entspricht. Aus der Pole-Position startete Jimmy Murphy mit einer Vierrunden-Durchschnittszeit von 5:33.22 Min. oder 108,037 mph (173,869 km/h). Das Rennen war der zweite Lauf zur AAA-Saison 1924.

## Ergebnisse

### Startaufstellung
| Reihe | Innen            | Mitte            | Außen          |
| ----- | ---------------- | ---------------- | -------------- |
| 1     | Jimmy Murphy     | Harry Hartz      | Tommy Milton   |
| 2     | Bennett Hill     | Joe Boyer        | Earl Cooper    |
| 3     | Jules Ellingboe  | Cliff Durant     | Antoine Mourre |
| 4     | Ernie Ansterberg | Jerry Wonderlich | Frank Elliott  |
| 5     | Pete DePaolo     | Eddie Hearne     | Ira Vail       |
| 6     | Fred Comer       | Ora Haibe        | Bob McDonogh   |
| 7     | Bill Hunt        | Alfred Moss      | Lora Corum     |
| 8     | Fred Harder      |                  |                |

### Schlussklassement
| Pos. | Nr. | Name                                                                                                | Chassis    | Motor       | Zeit/Rückstand             | Qualifikation ø 4 Rd. mph | Start |
| ---- | --- | --------------------------------------------------------------------------------------------------- | ---------- | ----------- | -------------------------- | ------------------------- | ----- |
| 1    | 15  | L. L. Corum (Rd. 1–111) Joe Boyer (Rd. 112–200)                                                     | Duesenberg | Duesenberg  | 5:05:23.51 Std. 98,234 mph | 93,33                     | 21    |
| 2    | 8   | Earl Cooper                                                                                         | Miller     | Miller      | 200 Rd.                    | 103,90                    | 6     |
| 3    | 2   | Jimmy Murphy (W)                                                                                    | Miller     | Miller      | 200                        | 108,03                    | 1     |
| 4    | 4   | Harry Hartz                                                                                         | Miller     | Miller      | 200                        | 107,13                    | 2     |
| 5    | 3   | Bennett Hill                                                                                        | Miller     | Miller      | 200                        | 104,84                    | 5     |
| 6    | 12  | Peter DePaolo                                                                                       | Duesenberg | Duesenberg  | 200                        | 99,28                     | 13    |
| 7    | 14  | Fred Comer (R) Wade Morton (Rd. 99–120)                                                             | Miller     | Miller      | 200                        | 92,88                     | 16    |
| 8    | 6   | Ira Vail (Rd. 1–161) C. W. Van Ranst (Rd. 162–200)                                                  | Miller     | Miller      | 200                        | 96,40                     | 15    |
| 9    | 32  | Antoine Mourre (R)                                                                                  | Miller     | Miller      | 200                        | 99,49                     | 9     |
| 10   | 19  | Bob McDonogh (R)                                                                                    | Miller     | Miller      | 200                        | 91,55                     | 18    |
| 11   | 18  | Jules Ellingboe                                                                                     | Miller     | Miller      | 200                        | 102,60                    | 7     |
| 12   | 7   | Jerry Wunderlich Wade Morton (Rd. 31–90, 158–187)                                                   | Miller     | Miller      | 200                        | 99,36                     | 11    |
| 13   | 16  | Cliff Durant Phil Shafer (Rd. 91–110) Eddie Hearne                                                  | Miller     | Miller      | 199 (Kraftstoffmangel)     | 101,61                    | 8     |
| 14   | 26  | Bill Hunt (R)                                                                                       | Ford T     | Fronty-Ford | 191                        | 85,04                     | 19    |
| 15   | 31  | Ora Haibe Elmer Dempsey (Rd. 101–121)                                                               | Mercedes   | Mercedes    | 182                        | 92,81                     | 17    |
| 16   | 28  | Alfred Moss (R)                                                                                     | Ford T     | Fronty-Ford | 177                        | 85,27                     | 20    |
| 17   | 27  | Fred Harder (R)                                                                                     | Ford T     | Fronty-Ford | 177                        | 82,77                     | 22    |
| 18   | 9   | Joe Boyer (Rd. 1–94) Ernie Ansterburg (Rd. 95–158) L. L. Corum (Rd. 159–175) Thane Houser (Rd. 176) | Duesenberg | Duesenberg  | 176 (Unfall)               | 104,84                    | 4     |
| 19   | 1   | Eddie Hearne Cliff Durant (Rd. 123–137)                                                             | Miller     | Miller      | 151 (Defekt)               | 99,23                     | 14    |
| 20   | 21  | Frank Elliott                                                                                       | Miller     | Miller      | 149 (Defekt)               | 99,31                     | 12    |
| 21   | 5   | Tommy Milton (W)                                                                                    | Miller     | Miller      | 110 (Defekt)               | 105,20                    | 3     |
| 22   | 10  | Ernie Ansterburg (R)                                                                                | Duesenberg | Duesenberg  | 2 (Unfall)                 | 99,40                     | 10    |

(W)=früherer Gewinner / (R)=Rookie / alle Starter auf Firestone-Reifen

### Führungsrunden
| Fahrer       | Anzahl |
| ------------ | ------ |
| Earl Cooper  | 119    |
| Jimmy Murphy | 56     |
| Joe Boyer    | 25     |